# Cindy Walsh
Cindy Walsh is een personage uit de televisieserie Beverly Hills, 90210, gespeeld door actrice Carol Potter. Zij speelt de moeder van de tweeling Brenda en Brandon en is de echtgenote van Jim Walsh. Potter was 41 jaar oud toen zij met de rol van start ging. Na vijf seizoenen verliep haar contract, ze verliet de serie en ging een therapie-opleiding volgen. Ze kwam nog wel enkele malen terug als gastactrice in losse afleveringen.

## Beschrijving
Het gezin Walsh verhuist van Minnesota naar Californië vanwege het werk van vader Jim. De tweeling gaat naar school op de West Beverly Hills High, terwijl moeder Cindy thuis blijft als huisvrouw. Cindy heeft haar baan en vriendenkring achtergelaten in Minnesota en moet er nu aan wennen de hele dag thuis te zijn.
Zij biedt niet alleen haar eigen kinderen een stabiel gezin en een veilig thuis, maar zij staat ook klaar voor de vrienden van Brenda en Brandon. Dat laatste is regelmatig nodig, want binnen die vriendengroep heeft menigeen een problematische thuissituatie.
Na vijf seizoenen verdwijnt het echtpaar uit de serie. Ze verhuizen naar Hong Kong.

## Karakter
Het personage Cindy is een thuiswerkende moeder die haar vrienden en werkende leven in Minnesota heeft opgegeven vanwege het werk van haar man. Uit eigen ervaring wist actrice Carol Potter dat het wegvallen van werk en vrienden voor stress en depressie kon zorgen. Ze gaf de producenten dan ook aan dat haar personage meer omhanden moest hebben: normaal gesproken zou Cindy anders zo maar kunnen afglijden tot alcoholisme of een ernstige depressie.
Het plan om haar in het eerste seizoen een baan te geven terwijl vader Jim op het punt stond ontslag te krijgen, werd door televisiezender Fox terzijde geschoven. Voor Potter werd het personage uiteindelijk steeds minder interessant, omdat Cindy weinig inbreng had binnen het gezin Walsh en zelfs niet werd betrokken bij belangrijke familiezaken. De actrice heeft hierover geklaagd bij de schrijvers, die haar personage vervolgens een opleiding lieten doen. Potter heeft zich later in een interview afgevraagd of het personage wel het goede rolmodel was zoals menigeen dat zag.